# Kanižarica
Kanižarica este o localitate din comuna Črnomelj, Slovenia, cu o populație de 569 de locuitori.